# ピョンハッタン
ピョンハッタン（朝鮮語: 평해튼、英語: Pyonghattan）とは、アメリカ合衆国・ニューヨークの行政区画であるマンハッタン（Manhattan）と朝鮮民主主義人民共和国の首都である平壌（Pyongyang）を合わせた造語である。主に外国人によって呼ばれ、平壌中心部にある万寿台のことや、変化の激しい平壌全体を指して呼ばれることもある。この地域には、金正恩政権の下で裕福となった若年富裕層が多く居住している。2012年に48階建てのタワーマンションが18本建設されたときに外交官が名づけたことが取り上げられている。